# Брухтий, Афанасий Деомидович
Афанасий Деомидович Брухтий (1906—1991) — председатель колхоза «Октябрь» Мирзачульского района Ташкентской области, Герой Социалистического Труда (11.01.1957).
Родился в 1906 году на Украине, вскоре переехал с родителями на территорию будущего Мирзачульского района Ташкентской области. Получил агрономическое образование.
С 1929 по 1968 год работал в колхозе «Октябрь» Мирзачульского (с 1959 года Гулистанского) района Ташкентской области: колхозник, агроном, секретарь партийной организации, с 1945 по 1962 год председатель, затем снова агроном.
В 1937—1938 годах разработал схему полива хлопчатника, позволявшую в 2-3 раза снизить расход воды на полив.
Довёл сбор хлопка-сырца на орошаемых землях с 20 до 33 центнеров с гектара.
В 1948 году получил урожайность хлопка 28 ц/га на площади 395 га. В 1949 году получил урожайность хлопка 27 ц/га на площади 390 га при водоподаче 4500 м3 на гектар. За эти достижения награждён орденом Трудового Красного Знамени (22.09.1950).
Указом от 11.01.1957 за особо выдающиеся успехи, достигнутые в работе по освоению целинных и залежных земель, и получение высокого урожая присвоено звание Героя Социалистического Труда с вручением ордена Ленина и золотой медали «Серп и Молот».
Избирался депутатом Верховного Совета Узбекской ССР.
Умер в феврале 1991 года (некролог опубликован 20 февраля).
Сочинения:
- Брухтий А. Основа повышения урожайности.- Парт . жизнь (Ташкент) , 1967, No 9 , стр . 83—86 . О борьбе за урожай хлопка в колхозе "Октябрь" [ Гулистанский район Ташк, обл . ] .